# Dwārāhāt
Dwārāhāt är en ort i Indien.   Den ligger i distriktet Almora och delstaten Uttarakhand, i den norra delen av landet, 250 km nordost om huvudstaden New Delhi. Dwārāhāt ligger 1 494 meter över havet och antalet invånare är 2 443.
Terrängen runt Dwārāhāt är huvudsakligen kuperad, men norrut är den bergig. Runt Dwārāhāt är det ganska tätbefolkat, med 230 invånare per kvadratkilometer. Närmaste större samhälle är Rānīkhet, 15,2 km söder om Dwārāhāt. I omgivningarna runt Dwārāhāt växer i huvudsak blandskog.